# 第510重戦車大隊
第510重戦車大隊（だい510じゅうせんしゃだいたい、独：Schwere Panzerabteilung 510）は第二次世界大戦時に存在したドイツ陸軍直轄の重戦車大隊。東部戦線北部戦域に展開したティーガーI部隊で、クールラントの戦いに参加した。部隊標識は「盾にベルリン熊」。

## 創設
1944年6月6日付の指令に基づき、パーダーボルンにおいて編成された。陸軍の独立重戦車大隊としては最後（10番目）の大隊となる。兵員は第504重戦車大隊修理中隊、ヴェルサイユ中隊長訓練学校の戦車教導中隊、第500戦車補充・訓練大隊からの転属者で構成された。6月15日にオールドルフ(de)訓練場に移動、7月7日までに最後期型のティーガーIを45両を受領して編成を完了した。

## 戦歴
部隊編成と前後して東部戦線ではソ連軍の大規模反攻（バグラチオン作戦）が始まり、7月13日にはリトアニアの首都ビリニュスを陥落させていた。第510重戦車大隊は7月20日にリトアニアに向けて鉄道輸送を開始し、22日にソ連軍の迫るカウナスへ到着。西方へ後退しつつ迎撃戦を展開。8月中旬までにティーガー戦車12両を喪失し、可動数は16両まで減少した（8月19日に新車6両を補充）。8月20日にラセイニャイから北へ撤退し、8月22日にクルシェナイ南西部へ到着。第14戦車師団に配属されて周辺地区の防御に当たった。9月23日にトゥリスキャイ駅で戦闘用履帯のまま列車に積載、翌24日にラトビアのアプスペ駅（首都リガの西50km）で降車し、サルダスの北東30kmの集結地までの移動を完了した。ソ連軍のシャウレイ（リトアニア第4の都市。クルシェナイの東25km）方面への猛攻に対し、大隊は10月6日より再び南下を開始。クリコリャイ(Klykoliai)から国境に沿って西進し、マジェイケイ付近でベンタ河を渡河してきた敵部隊を撃退。10月9日より敵が防御を固めたピケリャイ(pikelyay)周辺を第4装甲偵察大隊、第33装甲擲弾兵連隊と共に攻撃し、翌10日に制圧した。
10月9日にソ連軍がメーメル北部のパランガでバルト海に到達し、クールラント半島の北方軍集団は敵軍に包囲された。以後、大隊は分断包囲されたクールラント橋頭堡で戦闘を継続することになる。10月16日、メーメルへ向かう途上で足止めされた第502重戦車大隊第3中隊がティーガー8両と共に第510重戦車大隊の下に派遣された。10月24日に大隊を含む第4装甲師団、第2・第14装甲師団はプリエクレ東部からメーメル方面への反撃を開始。しかし翌25日にはバイノイデ付近で停滞に陥ってしまう。11月12日に本国へ帰還する第502重戦車大隊から残存の戦車6両を譲り受けたが、12月1日には可動する戦車が16両まで減少したため第3中隊を一時解隊とした（後述）。1945年1月15日に北方軍集団がクールラント軍集団に再編され、大隊は軍集団の直轄部隊となった。
3月19日にベルリン地区へ移動してティーガーIIで再装備するよう準備命令を受けた大隊は、残存の戦車13両をクールラント残留部隊（1個中隊）に譲渡し、本隊はリバウ（ラトビア西部）から輸送船に乗船。4月10日までにシュヴィーネミュンデ（現ポーランド西北端）への脱出を完了した。4月19日にグロスグリーニックでプトロス戦車訓練学校への移動命令を受け、5月1日にプトロスで訓練用戦車2両（型式不明）を受領。ズーゼル付近の道路を封鎖してイギリス軍侵攻部隊と小戦闘の後、ドイツが無条件降伏した5月8日にプトロスでイギリス軍部隊に投降した。
一方、1944年12月にクールラントで一時解隊した第3中隊は、再装備のため1945年1月にパーダーボルンへ移動し、カッセルのヘンシェル工場が最後に製造した13両のティーガーIIのうち6両を3月29日に工場で直接受領した。この戦車は輸送用履帯しか持たず、塗装も赤い錆止め塗料の上に緑の単色で簡単な迷彩模様を描いただけであった。フリッツラー防衛戦への参加を要請された第3中隊はカッセル周辺で交戦し、4月17日に戦車を遺棄して解隊した。

## 指揮官
大隊長
- クルト・ギルバート少佐 (Kurt Gilbert) 1944年6月 - 1945年5月

## 叙勲
騎士十字章受章者
- クルト・ギルバート少佐 (Kurt Gilbert) 1945年4月7日
- ヘルムート・ヘーネ少尉 (Helmut Höhno) 1944年12月9日